# Cueta pusilla
Cueta pusilla är en insektsart som beskrevs av Hölzel 1983. Cueta pusilla ingår i släktet Cueta och familjen myrlejonsländor. Inga underarter finns listade i Catalogue of Life.